# シティ・ポップ
シティ・ポップ (city pop) は、1970年代後半から1980年代にかけて日本で制作され流行した、ニューミュージックの中でも欧米の音楽の影響を受け洋楽志向の都会的に洗練されたメロディや歌詞を持つポピュラー音楽のジャンル。シティ・ポップの主要なアーティストの多くがシンガーソングライターである。

## 概要
ロックとフォークの日本版ハイブリッドといえるニューミュージックを母胎とする点で、シティ・ポップは洋楽（特にアメリカ音楽）の日本独自なアレンジという側面を持つ。決まったスタイルのサウンドは無く、「明確な定義は無い」「定義は曖昧」「ジャンルよりもムードを指す」とされることもある。シティ・ポップにおける大事な要素としては、「都会的」で「洗練された」音楽であるという点が挙げられる。専ら日本語で歌われていた点も主な特徴である。
「シティ・ポップ」は商業使用のために後付けされた用語であり、制作過程ではシティ・ポップを想定していない場合もあるため、当時のミュージシャンの制作意図などを説明する場合には用語の使用に注意が必要である。

## 歴史

### 1970年代
1976年発売のテリー・メルチャーのセカンド・アルバム『ロイヤル・フラッシュ』の宣伝のキャッチ・フレーズに「芳醇な〈メキシカン・カントリー・ハリウッド〉シティ・ポップ！！」とあり、日本のレコード会社が都会的な雰囲気のある国内外の曲やアルバムを紹介する宣伝文句として「シティ・ポップ」という語を使いはじめた。
また、1977年5月25日にリリースした日暮しのシングル『オレンジ色の電車』の広告文句に「シティ・ポップス」という語が使われている。また、同年10月25日にリリースされた惣領智子のアルバムの帯にも「シティ・ポップス期待のシンガー」の惹句が使われている。
1977年7月には、音楽雑誌『レコード芸術』の記事で、吉田美奈子、来生たかお、山下達郎、深町純グループ、四人囃子、大橋純子（美乃家セントラル・ステイション）らを「シティ・ポップス」の音楽家として紹介する記事があり、一音楽ジャンルを指す名称として「シティ・ポップ（ス）」という語が使われはじめたことが確認できる。
また、エリック・カルメンを「ニューヨークのシティ・ポップ風」と評したり、来日したアレッシー・ブラザーズを「アメリカン・シティ・ポップス」の担い手と評した音楽雑誌や芸能雑誌もあった。
このように、シティ・ポップ（ス）は都会的で洗練された雰囲気をもつ音楽（必ずしも日本と限らない）の宣伝文句や批評として、主にレコード会社や音楽雑誌編集部が1970年代後半から使いはじめた和製英語である。その用法は厳密ではなく、今日から見るとシティ・ポップよりもむしろフォークに分類される曲や音楽家に使われることもあった。
当時はシティ・ポップよりもシティ・ポップスのほうがよく使われていた。また似た言葉で「シティ・ミュージック」という語も使われていた。シュガー・ベイブやその解散後、メンバーだった大貫妙子や山下達郎を紹介する記事にシティ・ミュージックの語が使われている。ほかにも南佳孝、荒井由実、吉田美奈子、矢野顕子にシティ・ミュージックが使われている 。
シティ・ポップの起源について統一した見解は得られていない。音楽評論家の木村ユタカはシティ・ポップ（ス）を「ジャパニーズ・シティ・ポップ」と再定義して、その起源をはっぴいえんど（1969年 - 1972年）とした。またシュガー・ベイブのアルバム『SONGS』（1975年）もシティ・ポップの嚆矢と言われることが多い。一方で、上述したようにシティ・ポップ（ス）の語は彼らの活動時期にはまだ使われていないか、普及していなかったため、はっぴいえんどやシュガー・ベイブをシティ・ポップの起源とする説に対して批判的な見解もある。
1960年代後半から現れた自作自演のフォークやロックのうち、演奏やアレンジに凝った楽曲が1970年代になると「ニューミュージック」とカテゴライズされ、従来の楽曲との差別化が図られたが、その枠組みは次第に拡散して曖昧となった。そのため「洗練された都会的なニューミュージック」を他と一線を画するために作られたのが「シティ・ポップ」というカテゴリである。
シュガー・ベイブのアルバムを起点とし、その後に活躍した大瀧詠一、山下達郎、吉田美奈子、荒井由実、竹内まりや、大貫妙子、南佳孝、山本達彦などがシティ・ポップの基盤を作り上げていったとされる。なお、シュガー・ベイブに限らず、シティ・ポップの主要アーティストはほとんどが東京出身者もしくは東京を拠点に活動した者たちだった。従ってシティ・ポップで歌われる「シティ」とは高度経済成長を経た「現代の東京」であり、それもリアリズムから一歩引いた、広告都市的な消費の街というフィクション性を多分に含んでいた。そうした「シティ」における、お洒落なライフスタイルや都会の風景、時には都市生活者ならではの孤独感や哀愁を、良いメロディと洒落たコードに乗せて歌い上げたのがシティ・ポップだった。
シティ・ポップが成立した背景には、日本人の生活水準の向上と、変動相場制導入と円高による海外の文物の流入、いわば東京の国際都市化という社会的変化があり、シティ・ポップの盛衰は日本経済の盛衰と重なるところが多い。
1970年代において、シティ・ポップ・アーティストの多くはライブ行脚よりはスタジオでのレコード制作に重点を置いていたため、松任谷由実などの例外を除けば、シティ・ポップはまだ東京周辺でのムーブメントに過ぎず、全国区でのヒット曲はあまり生まれていない。しかし1970年代末、YMOがシティ・ポップをさらに先鋭化させたテクノ・ポップで世間の耳目を集めたことで、彼らの周辺のシティ・ポップ・アーティストたちにも次第に関心が向けられるようになった。

### 1980年代
そして1981年には年間アルバムチャートで、寺尾聡の『Reflections』と大瀧詠一の『A LONG VACATION』というシティ・ポップの名盤が1位と2位につけ、1980年代前半にシティ・ポップは全盛期を迎えた。1980年代前半においてシティ・ポップは、山本達彦、稲垣潤一、杉山清貴といった美形男性シンガーによる都会派楽曲というイメージも持たれており、特に山本と稲垣は女子大生から圧倒的な支持があった。また松田聖子が『風立ちぬ』（1981年）や『赤いスイートピー』（1982年）といったシティ・ポップ・ナンバーを大ヒットさせたように、シティ・ポップは歌謡界にも浸透していった。音楽プロデューサーの藤田浩一が代表を務めるトライアングル・プロダクションもシティ・ポップで多数のアーティストをプロデュースし、その爽やかな作風はトライアングル・サウンドと呼ばれるようになった。
バブル期の消費礼賛の時代において、CMとのタイアップから多くのシティ・ポップのヒット曲が生まれた。都会的で洗練されたシティ・ポップは企業CMとの相性が非常に良く、またテレビの歌番組出演にあまり積極的でなかったシティ・ポップ・アーティストにとってもCMタイアップは貴重なプロモーションの機会となった。その点でシティ・ポップは、フォークやロックのように何らかのメッセージ（例えば反戦平和、管理社会への反発など）を主張するというよりは、商業音楽としての性格を多少なりとも持っており、換言すればメッセージ性を排した純粋な音楽的追求の産物ということもできる。
またシティ・ポップの普及の背景には音楽を聴く環境の変化、すなわちそれまでインドアの高価な趣味だった音楽鑑賞が、テクノロジーの進歩により安価なアウトドアの娯楽へ変化した点も挙げられる。従来ならば音楽とは室内に据え置いた重厚なステレオセットにレコードをかけて聴くものだったが、1980年代にはレンタルショップでレコードを安く借りて自宅のカセットデッキでテープにダビングし、そのテープをウォークマンやラジカセ、カーオーディオで外へ持ち出して聴くというリスニング・スタイルが若者の間にも普及していった。そうした「外で聴く BGM」として、聞き心地のよいシティ・ポップはまさにうってつけであり、特に大瀧詠一の『A LONG VACATION』（1981年）と山下達郎の『FOR YOU』（1982年）はカーオーディオ占拠率で双璧を成す名盤となった。そしてこの2枚により、東京のみならず横浜から湘南にかけてのリゾート色の強いエリアもシティ・ポップの射程内へ入るようになった。自家用車を所持し、こうした音楽的環境へ加わるために必要な機器を全て所持する余裕のある、裕福な都会の職業人をモデルにしていたシティ・ポップは、ティーンエイジャー向けのポップソングではなく、より大人（またはそんな彼らに憧れを抱く若者）のリスナーを対象にしていた。
1980年代初頭にあらわれたシティ・ポップには、概ねより明確に定義されうる既存の様々なポピュラー音楽ジャンルが混在しており、独自の音楽的アイデンティティをほぼ持っていないが、大まかに理解するならば、概ね電子楽器とアナログ楽器を組み合わせたサウンドと制作手法による、明るくクリーンで洗練された音楽が特徴である。多くの場合、日本語で歌われる歌詞を除いて、日本の近代大衆歌謡において「日本的」と通常考えられるような楽理的特徴の痕跡はほとんど見られず、歌詞についても日本語とヨーロッパ諸言語（もっともよく用いられるのは英語）が頻繁に切り替わる。シティ・ポップは、この「日本的な音楽」の証をも見出し得ない、という点こそが、その文化的コンテクストを最も明確に定義しうる要素となっている。

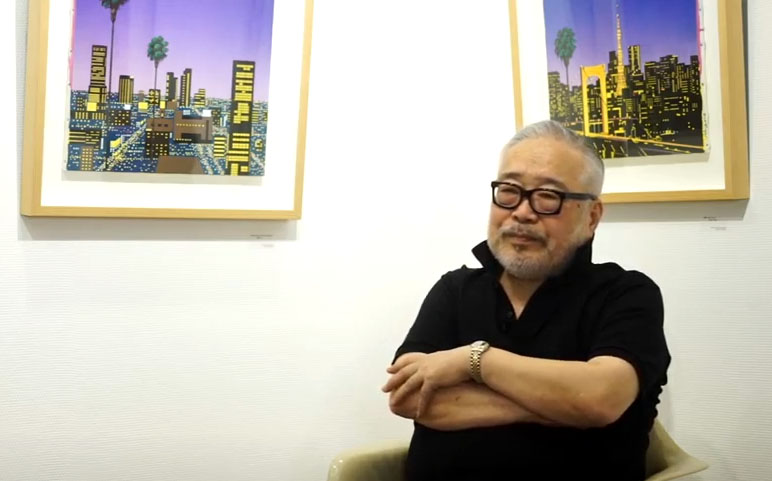
イラストレーターの永井博、作品とともに

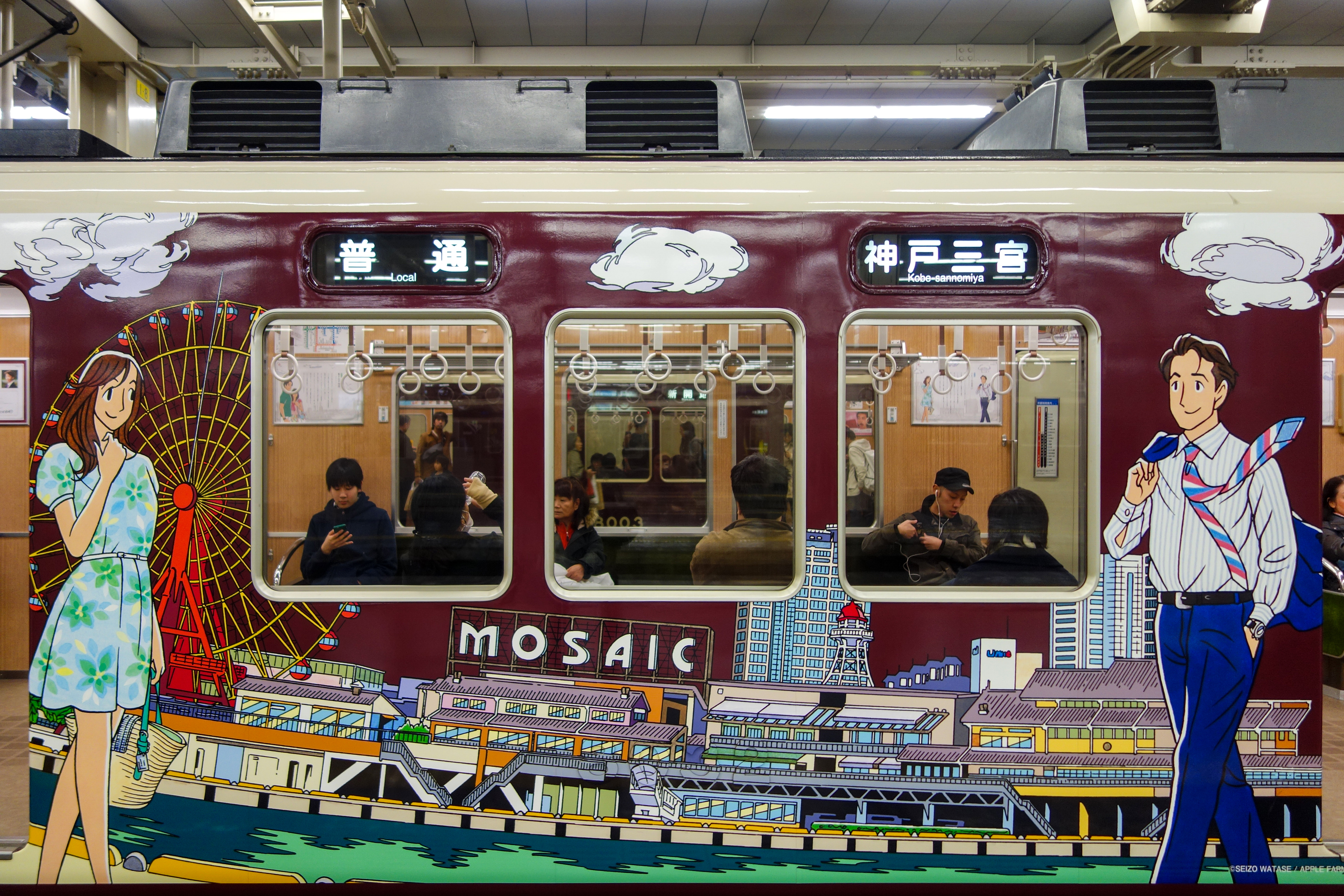
わたせせいぞうのイラストが描かれたラッピング車両

イラストレーターの永井博や鈴木英人、わたせせいぞうといった卓越した一握りのアーティストは独自のスタイルを確立し、真夏のビーチや海沿いのハイウェイ、スイミングプールなどのイメージを通して、1980年代初頭のカノンにおいて支配的となった独自のスタイルを生み出した。彼らのイラストは、山下達郎、大瀧詠一といったシティ・ポップミュージシャンのアルバム・ジャケットに用いられ、代表的な視覚的記号表現となった。一方で彼らが描いた海岸や海といった典型的なモチーフは、ありのままの自然というよりも「疲れ切った都会人が夢見るレジャー空間」を表象しており、たいてい快適な都市生活のシンボルに囲まれている。その後、1980年代半ばになるとシティ・ポップのジャケットはイラストから、よく似た構図の写真へと置き換えられ、時にはそこへ類型的なポップスターのポートレート写真が組み合わされた。これほど特徴的ではないもののしばしば見られるのは、そのジャンル名が暗示する「大都市」というテーマをより直接的にアピールするとともに、富裕な都市環境を描くことで現代的洗練を表そうとするカバー・アートのスタイルであった。当時のシティ・ポップのアートワークは、アメリカ（おおむねカリフォルニアを想起させる）ものか、「トランスナショナル」な大都会を描いたものであるが、東京や横浜のビル街の夜景であっても、それら都市景観のうちに日本らしさを示す要素は皆無に近く、音楽的性質や歌詞と同様にシティ・ポップの「文化的無臭性」を反映している。このような「都市と海辺」という図像は「シティ・ポップ」というジャンルが最初に誕生してから終焉するまで一貫しており、このジャンルを最も容易に識別する特徴となっている。音楽ジャーナリストのイアン・マーティンはかつて「基本的に80年代に出たアルバムでプールの絵を表ジャケットに配したものはなんでも、おそらくシティ・ポップということになるだろう」と述べている。このように、シティ・ポップの歌詞が間メディア的にしばしば変換され、またアルバムのアートワークや雑誌の表紙、あるいはサウンドの特色等々を反復・強化していくことによって「ジャンルの特徴」が形作られていった。

### 1990 - 2000年代
シティ・ポップは当時から「形骸化した浮わついた音楽」「現実感に欠ける」などと批判的に捉えられることもあった。1980年代後半になると、まずロック中心主義的な「バンドブーム」の勃興が最初の向かい風になった。さらにJ-POPという広範なパラダイムの登場や、シティ・ポップの音楽環境が別の技術的・視聴覚的モデルへ取って代わられることによって存在感をなくしていった。そして1990年代に入りバブル崩壊によって社会に停滞感が漂うようになると、シティ・ポップと呼べる楽曲は激減し、代わりにKANの『愛は勝つ』の大ヒットに象徴されるように、地に足の着いた内省的な歌がリスナーから好まれるようになった。シティ・ポップは「J-POP」の中へ埋没してゆき、「シティ・ポップ」は死語、クリシェと化した。シティ・ポップの影響を受けた渋谷系が後継ジャンルとされることもあるが、制作意図や音楽的特徴は異なる。
2000年代には cero などのインディーズ・アーティストが「シティポップ・リバイバル」という形で言及されることもあった。

### 2010-2020年代
イギリスでは早くから山下達郎の曲などのシティ・ポップがダンスナンバーとして評価され、「J・レアグルーブ」「J・ブギー」と称されていた。
2000年代に入ってインターネット環境が普及し、ストリーミングや動画配信サイト (YouTube) で音楽を聴くという新しいリスニング・スタイルが生まれ、誰もがどこからでも手軽に様々な音楽へアクセスできる環境が整った。そして日本国内の閉じたムーブメントに過ぎなかった日本のシティ・ポップを、AORを再評価していた米国の音楽マニアたちがネットで「発見」するに至った。彼らにとってシティ・ポップは「AORの秘境」であり、日本に閉じた流通や言語の壁もあり、それまで存在が知られていなかった分インパクトも大きかった。海外では日本語を扱える者が少なく、ネットでも日本語を入力して検索する事が難しいため、海外の音楽マニアではない一般人は依然としてシティ・ポップの存在に気付くことはなかった。
2010年代前半には音楽家がヴェイパーウェイヴやフューチャー・ファンクに使うレトロな大量消費社会のモチーフを探す一環で、特にシティ・ポップや日本のバブル期のCM等をサンプリングして作品で用いるようになった。また、アートワークやミュージック・ビデオなどの視覚的イメージにも日本語や日本の1990年代までのCMやアニメの断片が用いることが多くなった。その後、それらの作品の愛好家が更にサンプリング元となった曲を探したことで、シティ・ポップも徐々に一部の音楽マニアの間でのみ知名度を獲得して行った。またヴェイパーウェイヴのBGM的性質から、ストリーミングの普及で需要が高まっているチルアウトの音楽にも影響を与えた。2010年代にはシティポップは欧米圏のみならずアジア圏でも評価されるようになって音楽マニアの間で多数のファンを獲得するようになり、2017年頃からはネット配信されていないレコードやCDを爆買いするために来日する外国人が多くみられるようになった。また2018年にはYouTubeに無許可アップロードされた竹内まりやの「プラスティック・ラヴ」（1984年）が、YouTubeのリコメンデーション・アルゴリズムにより偶然世界中のユーザーに推薦されると、音楽マニアではない一般人の間でも謎の楽曲として興味本位で聴き始める者が増え、結果として世界中から約4000万回もの再生数を記録するほど大きく注目された。
2020年には、10月にYouTuberのRainychがカバー曲を歌唱する動画を発表したことをきっかけとして、松原みきの『真夜中のドア〜Stay With Me』（1979年）がSpotifyグローバルバイラルチャート15日連続世界1位を記録、Apple MusicのJ-POPランキングでは12か国で1位を獲得するヒットとなり、同作のレコード盤がポニーキャニオンから復刻されることとなった。2022年1月、カナダのアーティストであるザ・ウィークエンドが、亜蘭知子の『MIDNIGHT PRETENDERS』（1983年）をサンプリングしたシングル『Out of Time』をリリースした。この曲は、同年1月22日付のBillboard Hot 100で最高位32位を記録した。
杏里もシティポップ・ブームにより再評価された一人であり、国内外で作品の再生数が増加したほか、海外ではサンプリングに使用された例もある。更に海外ではシティ・ポップのレジェンドとしても紹介されており、シティ・ポップ愛好家のDJのプレイリストからも頻繁にプレイされている。
このように、レトロ志向ではっぴいえんど中心的な出版物に支えられる形で起こった小規模なシティ・ポップ・リバイバルが、2010年代に加熱的な盛り上がりを見せた（80年代ノスタルジア全般の復権と結びついたという指摘もある）。一方で、新しいミュージシャンによって制作されている「ニュー・シティ・ポップ」は、従来のシティ・ポップとの関係性や、直接的な音楽的影響が否定されることもある。アルバム・アートの多様性の視覚的影響からも「ニュー・シティ・ポップ」の膨大な音楽的バリエーションを見出すことができ、特定のアルバムを除けば、かつてのシティ・ポップ的様式と「新しいシティ・ポップ」との間に美学的な強い繋がりを見出すことは難しくなっている。しかしながら、このジャンルが体現しようとした「洗練」「センス」「オシャレ」といった諸概念は、歌詞や記事によって常に強調されてきており、数十年に渡る時の中で「シティ・ポップ」というジャンルの中で非言語的な記号は大きく変化したものの、こうした修飾語の用法は通史的に見てもほとんど変化していないことから、シティ・ポップとはどのようなものか、という考えに関する確かな一貫性は見られている。
日本の音楽レーベルは長らく日本に閉じた市場で作品をリリースしてきたことから、シティ・ポップへの世界的評価が高まりつつあった2010年代も、海外への作品の売り込みに消極的な立場を取っていたが、YouTubeにおける大量の違法アップロード音源の問題もあって2010年代末に「なるべく世界のユーザーに聴いてもらう」ように考え方が変化し、日本の音楽レーベル各社も積極的にYouTubeに公式ミュージック・ビデオをアップロードしたり、ダウンロード販売やサブスクリプションを解禁するなど、海外への売り込みを開始している。

## 代表的アーティスト
上述したとおり、あくまで消費者側における認識であり、本人が意図していない場合もある。
- はっぴいえんど[8]
- 大滝詠一[14][8]
- 細野晴臣[8]
- 鈴木茂[8]
- ティン・パン・アレー[8]
- 松任谷由実（荒井由実）[14][18][8]
- 吉田美奈子[74][8]
- 南佳孝[74][8]
- 杏里[67][75][76][77][68][注 1]
- 山下達郎[11][14][18][74][8]
- 大貫妙子[11][14][74][8][注 2]
- 竹内まりや[11][14][18][8]
- 松原みき[78]
- 林哲司[79]
- 亜蘭知子
- 黒住憲五
- 杉真理[8]
- 村田和人[8]
- 安部恭弘[8]
- 山本達彦[8][注 3]
- 角松敏生[8]
- 矢野顕子[74]
- 小坂忠[74]
- EPO[80]
- 杉山清貴&オメガトライブ[81][82]
- 飯島真理
- シュガー・ベイブ